# Lijst van Poolse historische motorfietsmerken
Lijst van Poolse historische motorfietsmerken zonder eigen artikel

## Fabianski
Fabianski is een historisch Pools motorfietsmerk dat bestond van 1936 tot 1939. De productie van motorfietsen werd dus waarschijnlijk beëindigd door de Tweede Wereldoorlog, maar verder is er van het merk niets bekend.

## Iradam
Iradam is een historisch merk van motorfietsen. Na de Tweede Wereldoorlog ontwikkelde de Poolse ingenieur (Ir.) Adam Gluchowsky een motorfiets met een bijzonder plaatframe dat bestond uit een koker die van het balhoofd in een boog naar de achterbrug liep en waarin het tweetaktblok was bevestigd. Er was kennelijk wel interesse voor de motor, vooral van Britse fabrikanten, maar hij ging nooit in productie.

## Kempisty
Kempisty is een historisch Pools merk dat in 1935 motorfietsen maakte.

## LOT
LOT is een historisch Pools motorfietsmerk dat in 1937 een 346 cc eencilinder tweetakt-blokmotor met asaandrijving bouwde.

## MOJ
MOJ is een historisch merk van motorfietsen uit Polen uit de periode 1937 tot 1939. Moj werd geproduceerd door de Fabryka Maszyn Oraz Odlewnia Zelaza i Metali, Ing. Gustaw Rozycky, Katowice. De MOJ’s hadden 98- en 147 cc motortjes. Waarschijnlijk is dit hetzelfde bedrijf dat ook onder de naam Moy bekend is.

## MOY
Moy is een historisch merk van motorfietsen uit Polen uit de periode 1937-1940. De producent was Fabryka Motocyklowa “Moy” uit Katowice. Moy was een kleine fabriek die 172 cc tweetaktblokken in platenframes bouwde. Waarschijnlijk is dit hetzelfde bedrijf dat ook onder de naam MOJ bekend is.

## MR
MR is een historisch Pools merk dat vanaf 1938 een tweetakt scooter produceerde. Later volgde ook nog een 500 cc motorfiets. Er waren nog meer merken met de naam MR, zie MR (Genève) - MR (Milaan) - MR (Parijs).

## Promot
Promot is een historisch merk van motorfietsen. Promot-Motoimport, Warszawa was een Pools merk dat rond 1966 cross- en enduromodellen met 123 cc Puch-motoren maakte.

## SFM
SFM is een historisch merk van motorfietsen. SFM stond voor: Szczecińska Fabryka Motocykli, Szczecin (Stettin). Dit was een Poolse fabriek die in tegenstelling tot de meeste Oostblok-fabrieken viertakt-motorfietsen bouwde, waaronder die van het merk Junak. Dit gebeurde van 1956 tot 1964.

## SM
SM is een historisch Pools merk van motorfietsen. Het bedrijf leverde van 1933 tot 1938 motorfietsen met een 346 cc kopklep-blokmotor en asaandrijving.

## WNP
WNP is een historisch Pools merk dat in 1938 en 1939 motorfietsen maakte. De productie werd waarschijnlijk afgebroken door het uitbreken van de Tweede Wereldoorlog

## Wul-Gum
Wul-Gum is een historisch Pools motorfietsmerk dat bestond van 1937 tot 1939.

## ZM
ZM is een historisch merk van hulpmotoren. ZM stond voor: Zaklady Motolowa. Dit was een Pools merk dat in 1959 een 50 cc tweetakt-hulpmotor met twee versnellingen op de markt bracht.

## Zuch
Zuch is een historisch Pools merk dat in 1938 en 1939 motorfietsen produceerde.